# Tilmatli
La tilma (ou tilmatli en nahuatl) est un vêtement porté en guise de manteau par les hommes chez les Aztèques. Appelé manta par les chroniqueurs espagnols, c'était une pièce de tissu rectangulaire nouée à l'épaule, qui tenait lieu de cape ou de manteau.

## Descriptions
Il convient de souligner que tous les Aztèques, quelle que soit leur condition sociale, portaient les mêmes vêtements, un maxtlatl et une tilmatli. C'étaient la nature, la qualité et la décoration du tissu qui permettaient de distinguer les différentes catégories sociales. Ces différences faisaient l'objet d'une réglementation.  
On peut se faire une idée de la diversité des tilmatli grâce au Codex Magliabechiano, dont les douze premières pages représentent 45 sortes de manteaux différents.
Les gens du commun portaient une tilmatli faite de fibres d'agave, de yucca ou de palme. Le coton était réservé aux classes supérieures. La réglementation spécifiait également la longueur de la tlimatli. Il était interdit aux gens du commun de porter une tilmatli sous le genou. La porter jusqu'à la cheville était puni de mort. On faisait une exception pour les guerriers blessés à la jambe, qui pouvaient porter un manteau plus long jusqu'à leur guérison. 
La tilmatli se portait normalement nouée à l'épaule droite, mais certains nobles ou prêtres avaient le droit de la porter nouée à l'avant.
Seul le tlatoani (dirigeant) pouvait porter un xiuhtilmatli, c'est-à-dire un «manteau de turquoise». 

a : jeune vêtu uniquement d'un maxtlatl ; b : gens du peuple (macehualli) ; c : noble (pilli) ou ancien guerrier ; d : classes gouvernantes et clergé ; e : façon moins commune de nouer le tilmatli ; f : guerrier.

## Tilma de Juan Diego
Une tilma très célèbre est celle du saint voyant Juan Diego sur laquelle une image de la Sainte Vierge apparut en présence de l'évêque de Mexico en 1531. Elle est toujours conservée intacte dans la basilique de Notre-Dame de Guadalupe qui attire chaque année des millions de pèlerins.